# 超級動物大逃殺
《超級動物大逃殺》（又译作）是一款由加拿大獨立工作室Pixile Studios開發並由Modus Games發行在macOS、Microsoft Windows、Nintendo Switch、PlayStation 4、PlayStation 5、Google Stadia、Xbox One和Xbox Series X/S平台上的大逃殺遊戲，預計在2021年內正式發售。玩家要操縱一擬人動物角色，獨自或與隊友一起以2D俯瞰視角使用各種武器與槍支，嘗試活到最後。遊戲的搶先體驗版在2018年12月12日於Steam上公開發售，並在一個月後發布免費試玩版，2021年6月1日再發行在Xbox Game Pass上發行預覽版本。

## 遊戲玩法
《超級動物大逃殺》是一款2D鳥瞰式第三人稱視角大逃殺遊戲，64位玩家要使用各種武器戰至剩下最後一人或一隊。玩家要從好幾個「超級動物」中選擇一個作自己的角色，這些動物有著不同的物種和品種顏色。《超級動物大逃殺》的經驗值會根據玩家在每場比賽結束時的名次給予，玩家可以憑此升級並獲得新的超級動物、自定義動物外觀的化妝品，例如襯衫、帽子、鬍子和眼鏡等。
每場比賽都可以以單人、雙人或小隊的方式參加。加入一大廳後，玩家們可在非戰鬥區域中互動，直至比賽開始，若比賽開始前幾秒鐘內真人玩家少於64人，則非玩家機器人會加入隊列。每位參賽者在決定好降落地點後，會在從一大鷹上跳傘，戰場上會有各式各樣的武器、防護裝甲和生命果汁，其中最後者可在需要時恢復生命值。玩家的基本裝備是一把武士刀，若想打敗其他玩家的話便需要撿拾手榴彈、自動和半自動步槍及其彈藥。此外，參賽者可以進入至倉鼠球內以保護自己並碾過敵人，亦能乘坐鴯鶓作快速移動。隨著比賽的進行，超級臭鼬毒氣會從地圖的邊緣外慢慢蔓延內縮，迫使玩家進入越來越小的區域，直到比賽結束。

## 開發
2017年10月，在受到《Z1大逃杀》和《絕地求生》等射擊遊戲，以及「鳥瞰視角的經典冒險遊戲」的2D美學啟發後，Pixile Studios的成員開始開發《超級動物大逃殺》。首席設計師麥可·西爾弗伍德（Michael Silverwood）和首席開發人員克里斯·克洛格（Chris Clogg）以Unity構建《超級動物大逃殺》，並透過現有的Unity插件來幫助提高性能。西爾弗伍德表示之所以決定以卡通動物為特色，是因為他喜歡諸如表面上是華美多彩的動物，內裡卻有著令人驚訝的易怒暴戾個性的異想天開式荒誕幽默。
《超級動物大逃殺》的Alpha版在2018年3月開始公測，玩家可以在該作的官方網站上註冊帳號。遊戲的後續版本於2018年12月12日在 Steam上以搶先體驗版的方式發布，隨後亦推出了為期四天的「免費週末」促銷活動。2019年1月3日，Pixile Studios正式發行《超級動物大逃殺》的永久免費試玩版，並允許玩家在購買時將他們的進度和解鎖內容轉移到此後發佈的完整付費版遊戲。
2021年6月1日，《超級動物大逃殺》Xbox One試玩版在Xbox Game Pass上線，隨後也會發佈Nintendo Switch、PlayStation 4、PlayStation 5和Google Stadia的版本。PC玩家可以與Xbox玩家作跨平台對決，但無法相互組隊，許多玩家將問題歸咎於Pixile Studios沒有充分說明，紛紛在各平台上發表負評。首席設計師西爾弗伍德對此作解釋和道歉，同時暗示跨平台組隊難以實現，但他也表明開發團隊正研究可行的解決方案，以盡快達成PC與Xbox之間的多人模式。除此之外《超級動物大逃殺》亦存在有時無法連接遊戲伺服器的問題。

## 外部連結
- 官方网站
- 開發商官網 （页面存档备份，存于）